# Jasminocereus
Jasminocereus é um gênero botânico da família cactaceae.

## Espécies
- Jasminocereus howelii
- Jasminocereus sclerocarpus
- Jasminocereus thouarsii